# Fatwah
Fatwah é um cidade no distrito de Patna , no estado indiano de Bihar.

## Demografia
Segundo o censo de 2001, Fatwah tinha uma população de 38.362 habitantes. Os indivíduos do sexo masculino constituem 54% da população e os do sexo feminino 46%. Fatwah tem uma taxa de literacia de 53%, inferior à média nacional de 59,5%: a literacia no sexo masculino é de 60% e no sexo feminino é de 44%. Em Fatwah, 17% da população está abaixo dos 6 anos de idade.